# SilverStripe
Silverstripe是一个自由开源的內容管理系统和框架，以PHP语言写成，用于创建和维护网站以及Web应用。包含中文界面，支持的資料庫包括MySQL, Microsoft SQL Server, PostgreSQL, SQLite, Oracle。

## 參看
- 内容管理系统列表

## 外部連結
- http://www.silverstripe.org/（页面存档备份，存于）